# أورفاشي
أورفاشي أو أورفاسي (بالسنسكريتية: उर्वशी) هي ربة في الأساطير الهندوسية للنجاح في شؤون الحب؛ وهي كذلك أبسارا أو حورية سماوية. تعتبر من أجمل الأبسارات والأكثر خبرة بالرقص. ذكرت في الكتب المقدسة الفيدا وبورانا.